# 飛騨索道
飛騨索道（ひださくどう）とは、現在の岐阜県中津川市と下呂市を結んでいた索道である。飛騨索道運輸株式会社が運営していた。
元々は益田郡下呂村三原（現下呂市三原）に発電所を建設する際、建設資材運搬用に建設された索道であったが、住民からの要望により、生活物質の運搬を行なっていた。貨物用索道のため、旅客運搬は行なわれていなかったという。

## 開業の経緯
益田郡下呂村三原（現下呂市）の飛騨川（益田川）に発電所が計画されるが、大正時代中期、高山本線は飛騨金山駅までしか開通しておらず、中央本線は開通しているが、北恵那鉄道線、坂川鉄道といった鉄道網もまだなかった。牛馬での運搬しかなく、山岳地帯のため、建設資材運搬は困難とされた。そこで、当時の岐阜県経済界の重鎮武藤嘉門（後の岐阜県知事、衆議院議員）の発起で、中央本線坂下駅と益田郡三原を結ぶ、全長約40kmの索道が計画された。

## 保有路線
- 路線：坂下索道駅 - 三原索道駅
  - 途中駅・中継所：上鐘、上川原、田瀬、大門、万賀 、小和知、宮地　　
  - 大門、宮地にはモーターを設置　
  - ワイヤーには約50mおきにフックが取り付けられ、そこに物資を取り付け運搬していたという。

## 歴史
- 1921年（大正10年）12月：飛騨索道運輸株式会社設立（資本金50万円 社長池尾芳蔵日本電力社長、常務に武藤嘉門）[1]。
- 1922年（大正11年）：飛騨索道開業。
- 1924年（大正13年）3月：日本電力瀬戸発電所（第一）落成。
- 1931年（昭和6年）：廃止。会社解散。

## 接続路線
- 坂下索道駅：中央本線（坂下駅）

## その他
- 坂下 - 田瀬は、ほぼ平行して坂川鉄道が開業している。
- 田瀬 - 三原は、未成線の下呂線の予定経路にほぼ平行している。
- 民間物資として、坂下からは、塩、味噌、製糸材料、生活雑貨などが、三原からは、材木、木炭、薪などが運搬された。